# Erik Segerberg
Erik Anders O:son Segerberg, född 25 mars 1914 i Karlskrona, död 31 augusti 2003 i Västerås, var en svensk teckningslärare, målare och tecknare.
Han var son till stadsingenjören Hugo Olof Segerberg och Hildur Holmqvist och från 1941 gift med Stina Sjöstedt. Segerberg avlade teckningslärarexamen 1939 och företog 1937 och 1959 studieresor till Tyskland, Tjeckoslovakien, Ungern och Danmark. I slutet av 1940-talet debuterade han med en separatutställning i Härnösand som följdes av separatutställningar i bland annat Västerås. Han medverkade i samlingsutställningen Västmanländsk konst som visades i Västerås 1957 och samlingsutställningar arrangerade av olika konstföreningar. Hans konst består av figurer, båtar och landskap utförda i akvarell eller pastell. Tillsammans med Holger Collin gav han ut läroboken Handledning i välskrivning 1955. Segerberg är representerad i Västerås kommun.